# Tirtanadi
Tirtanadi is een bestuurslaag in het regentschap Oost-Lombok van de provincie West-Nusa Tenggara, Indonesië. Tirtanadi telt 5700 inwoners (volkstelling 2010).